# Giovanni Giardini
Giovanni Giardini, také Giardini da Forli (křtěn 24. června 1646 Forlì – 31. prosince 1721 Řím) byl italský zlatník, sochař a grafik doby barokní. Navrhoval a prováděl zejména zakázky na chrámové a světské nádobí a nářadí i osvětlovací tělesa v Římě a ve Vatikánu ve službách papežského dvora. 

## Život
Narodil se jako první ze tří synů a celkově sedmé dítě v rodině Giacoma a Inocencie Guardigliových ve Forlì, v jehož katedrále byl 24. června téhož roku pokřtěn.
V devatenácti letech se přestěhoval do Říma, kde se v letech 1665–1668 vyučil v dílně stříbrnického mistra Marca Gamberucciho. V roce 1670 zaplatil cechu zápisné jako stříbrnický dělník a v roce 1675 získal licenci stříbrnického mistra. Jeho mistrovskou prací bylo stříbrná balustrová noha kuše. V letech 1672-73 tam žil ve farnosti San Giovanni dei Fiorentini se svým mladším bratrem Sebastianem (* 1653), rovněž vyučeným stříbrníkem. V roce 1675 k nim z Forlì přijel třetí bratr Alessandro (* 1655), který spolupracoval nejprve s Gamberuccim a poté až do roku 1714 s Giovannim.
2. ledna 1676 spolu s Marcem Ciuccim převzali na devět let vedení Gamberucciho zlatnické dílny ve Via dei banchi Vecchi, před kostelem Svaté Lucie del Gonfalone. Pro novou mistrovskou zkoušku vyšší úrovně 2. června 1676 předložil stříbrný zvon, a bylo mu povoleno také provozovat obchod.
V letech 1677–1683 bydleli s Marcem Ciuccim v ulici San Stefano, zaměstnávali čtyři stříbrnické dělníky. Bydlel a spolupracoval s nimi i bratr Alessandro. Dne 14. července 1696 si dal registrovat mistrovskou puncovní značku v podobě koše květin, odvozenou z jeho příjmení (Giardini – zahrady). V římském zlatnickém cechu zastával různé funkce od cechmistra po puncovního mistra. byl také členem Akademie svatého Lukáše. V podnikání se stříbroliteckou dílnou nebyl úspěšný. V roce 1698 byl jmenován prvním mistrem a designérem papežského stolce, vatikánských chrámových i stolních zakázek ve stříbře nebo v bronzu. Jeho návrhy mají monumentální koncepci a bohatstvím invence připomínají tvorbu Gianlorenza Berniniho, jehož ve službě nahradil. 
Jeho sakrální stříbrné předměty se v papežských sbírkách většinou nedochovaly, protože byl uloupeny či roztaveny Napoleonovými vojsky. Dochovalo se však nejméně 55 grafických návrhů, jež ve sborníku rytin z roku 1714 v Římě vydal Maximilian Joseph Limpach.     

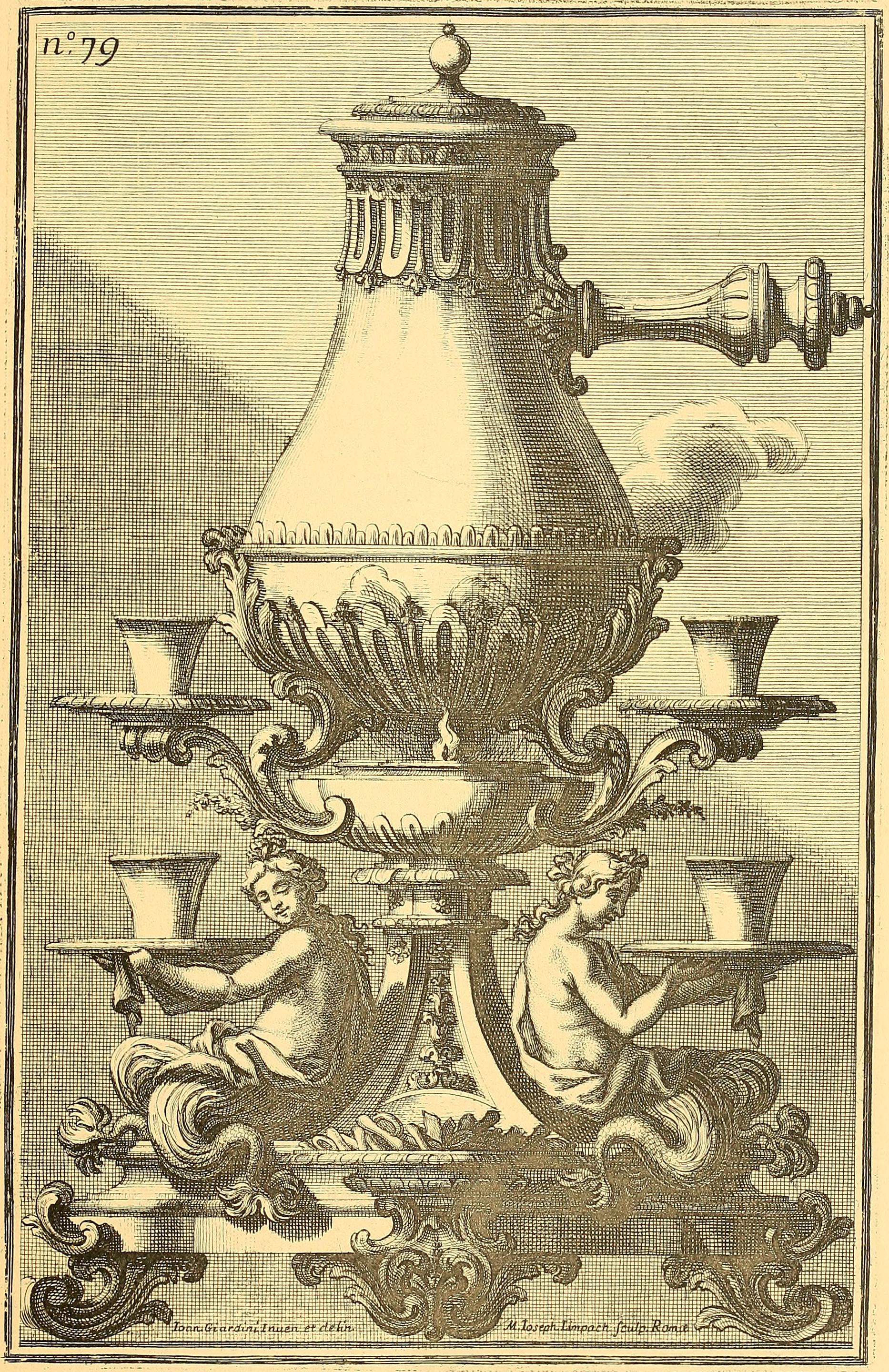
Kávový servis, mědirytina ze sborníku Disegni diversi, asi 1714

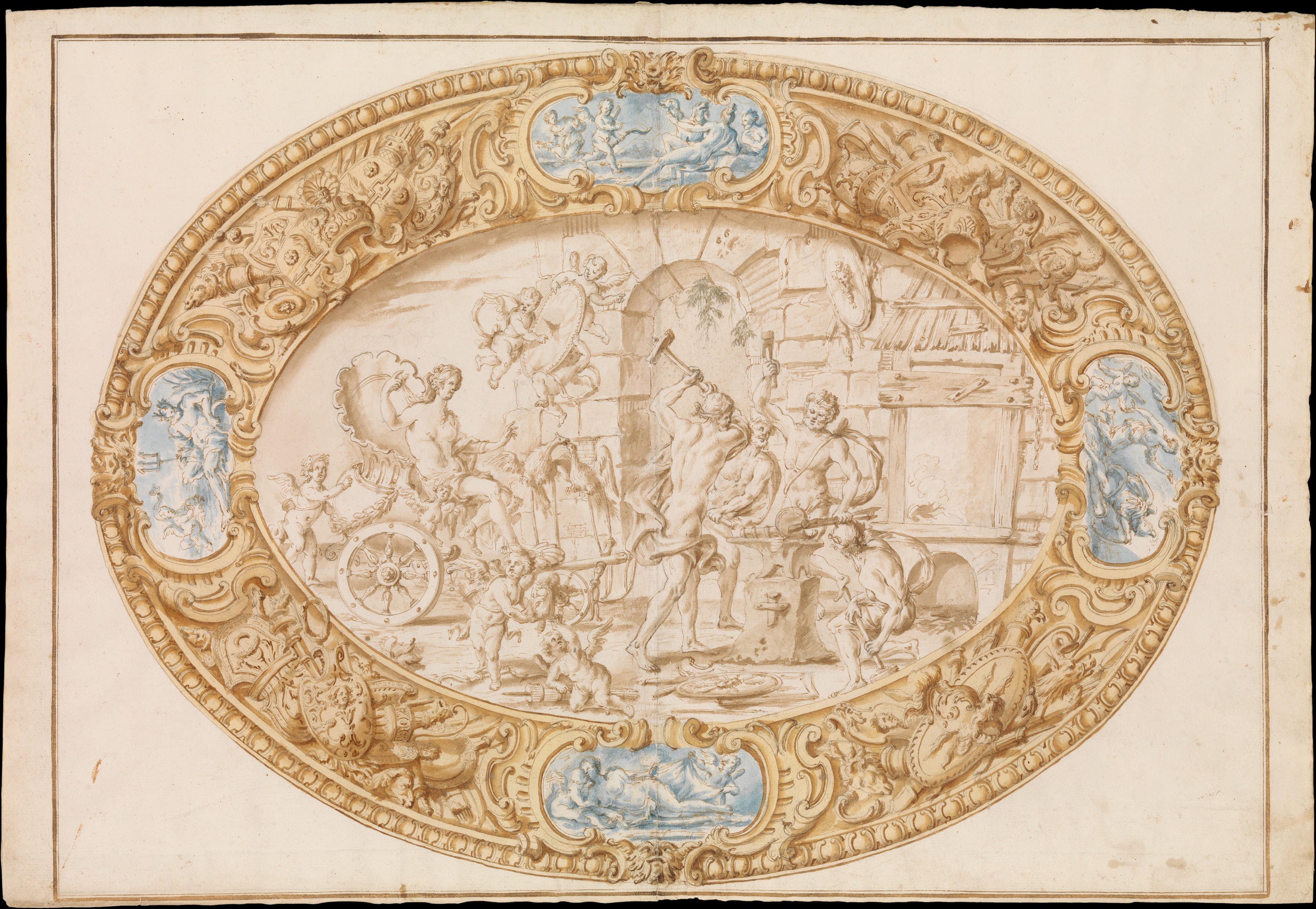
Návrh na stříbrný podnos s příjezdem Venuše a Vulkánovou dílnou, kolorovaná kresba, Metropolitní muzeum, New York

Giovanni Giardini zemřel 31. prosince 1721, jak dokládá nápis na jeho náhrobní desce v kostele San Eligio degli Orefici (= svatého Eligia cechu zlatníků) v Římě. Po smrti byl v jeho domě sepsán inventář movitého majetku. Vyniká jeho sběratelský vkus ve výběru obrazů (Albrecht Dürer, Stefano della Bella, Carracciové) a soch mistrů, kteří mu byli inspirací k vlastní práci, jako François Duquesnoy nebo Giovanni Battista Foggini.

## Dílo (výběr)
- Relikviář v Gubbiu (1696)
- Disegni diversi inventati et delineati (sborník rytin Giardiniových návrhů), I. část o 55 listech, vydal Maximilian Joseph Limpach roku 1714.[2] II. část se nedochovala v úplnosti, existují listy s pořadovým číslem 67 a 74.
- Relikviář Svatého Kříže ze stříbra, porfyru a horského křišťálu (Kunsthistorisches Museum ve Vídni)
- Papežský palcát (kolem roku 1696), Victoria and Albert Museum v Londýně
- Nádobka se lžící na liturgický balzám, pokladnice Svatopetrské baziliky v Římě
- Orlice (původně součást lustru) v katedrále v Todi
- Bronzová křtitelnice se sochou Beránka božího, Svatopetrská bazilika
- Portrétní reliéf na náhrobku královny Christiny Švédské, bronz, Svatopetrská bazilika
- Návrh na stříbrný podnos s reliéfem Venuše ve voze a Vulkánovy dílny, kolorovaná kresba, prováděcí výkres v měřítku 1ː1
- Relikviář Sv. Mercuriala ve Forlì (1719-1720) - autorství je sporné, protože podle závěti, sepsané 11. března 1720, měl Giardini již tak postiženou pravou ruku, že se nemohl ani podepsat. Z téhož období pochází takéː
- Oltářní kříž a dva svícny ze stříbra a malachitu, původně ze soukromé kaple kardinála Francesca Barberiniho, signované a datované Řím 1720, nyní v soukromé sbírce v Pavii.